# Гирс, Дмитрий Константинович
Дми́трий Константи́нович Гирс (1836, Таганрог — 1886, Санкт-Петербург) — русский писатель и журналист.

## Биография
Происходил из рода Гирсов. Родился в 1836 году в Таганроге, в семье начальника карантина Константина Карловича Гирса. С семи лет воспитывался в 1-м кадетском корпусе, затем учился в Инженерном училище, откуда был выпущен офицером в сапёрный батальон (1855—1864 гг.); затем слушал лекции в академии генерального штаба, но курса не окончил. В 1868 году он был вынужден оставить службу и покинуть Петербург — за речь на похоронах Писарева.
Писать начал ещё находясь на военной службе. Начало творческого пути связано с комедией «Калифорнийский рудник», в которой он резко разоблачал взяточничество в армии при рекрутских наборах (комедия была отправлена осенью 1861 года в «Современник», но напечатана была только в 1872 году).  В 1862 году в журнале «Русский вестник» начали печататься его «Записки военного» (под псевдонимом Д. Константинович). Эти были «беллетристические очерки» из военного быта: «Последние могикане», «Мсье Белогорский», «Бурбон», «Трудные дни».
После выхода в отставку он около года работал в журнале «Неделя», где был помещён его рассказ «Зеленая улица». В 1868 году в журнале № 3 и 4 «Отечественные записки» (№ 3 и 4) Гирс поместил начало своего романа «Старая и юная Россия» (над которым начал работать в 1864 году), в основу которого был положен замысел изобразить эпоху начала 60-х годов — эпоху преобразований 1861 года, когда новые либеральные взгляды заражали молодежь даже в самых консервативных дворянских семьях, что вызывало печальный разлад между «отцами» и «детьми». Это произведение произвело сильное впечатление, но роман остался не оконченным (в 1870 году в «Деле» был напечатан только ещё один отрывок из романа). Последовавшие за ним «Записки военного» (СПб., 1872), прошли почти незамеченными, несмотря на то, что были отмечены несомненной талантливостью. Тогда же вышел и сборник «сцен прошлого», названный, по первому рассказу Гирса, «Калифорнийский рудник» (СПб., 1872). Продолжением сборника стало издание Записок партионного офицера под псевдонимом Н. Головин.
Биографический словарь Половцова отмечал, что:

военные рассказы Гирса написаны с глубоким знанием изображаемого быта, что само по себе еще не удивительно, так как автор сам много лет принадлежал к военному сословию, но кроме того в этих рассказах проявилась замечательно тонкая наблюдательность, умение схватить главные, типичные черты героев и обрисовать язвы военного общества; и все это Гирс передает с удивительной простотой. <…> Публицистические статьи Д. К. Гирса имеют тоже большие достоинства; они всегда свидетельствуют об основательном знакомстве автора с трактуемым вопросом, снабжаются, где это нужно, многими статистическими данными и все проникнуты не впадающим в крайность либерализмом. <…> Произведения Гирса читаются легко, слог их носит отпечаток тщательной отделки, хотя изредка и попадаются выражения вроде «зазнобистый мороз», «это была одна из оконечностей города» и т. п. 

В «Отечественных записках» в начале 1880-х гг. были опубликованы его очерки: «В финансовом агентстве», «Дневник нотариального писца», «Под дамокловым мечом»; в 1884 году в «Русской мысли» была напечатана «Авдотья двумужница».
В 1876 году Гирс был корреспондентом «Санкт-Петербургских ведомостей» во время сербской войны. В 1877 году он стал корреспондентом, сначала «Голоса», затем (в 1878) — «Северного вестника» (В. Ф. Корша) с театра русско-турецкой войны.
В 1878—1880 годах Гирс издавал большую литературно-политическую ежедневную газету прогрессивного направления «Русская правда», где писал фельетоны под псевдонимом Добро-Глаголь. Газета подвергалась многократным административным взысканиям и приостановкам.
Умер 2 (14) декабря 1886 года в Санкт-Петербурге. Похоронен на Волковском православном кладбище.